# دمیترو دونتسوف
دمیترو دونتسوف (اوکراینی: Дмитро Іванович Донцов؛ ۲۹ اوت ۱۸۸۳ – ۳۰ مارس ۱۹۷۳) نویسنده ملی گرا، ناشر، روزنامه‌نگار، اندیشمند و فعال سیاسی، منتقد ادبی اهل امپراتوری روسیه بود.